# Procès des quatre sorcières
Le procès des quatre sorcières, également appelé procès des quatre de San Antonio (en anglais The San Antonio Four), est une affaire judiciaire qui aboutit à la condamnation pour viol sur mineure en 1994 de quatre innocentes, les jeunes femmes lesbiennes latinos : Cassandra Rivera, Anna Vasquez, Kristie Mayhugh et Elizabeth Ramirez.

## Contexte
Anna Vasquez, Cassandra Rivera, Kristie Mayhugh et Elizabeth Ramirez sont des jeunes femmes issues de familles catholiques conservatrices du Texas. Elles ont toutes fait leur coming out. Anna Vasquez est en couple avec Cassie, qui est mère de deux enfants. Les quatre femmes sont amies et s'entraident, jusqu'au jour où elles sont accusées d'avoir violé Stephanie et Vanessa, les nièces d'Elizabeth Ramirez. 
On les a également accusées de vouer un culte à Satan, l'affaire se déroulant dans le contexte de la panique satanique durant les années 1980 et 1990,,,. Durant le procès, la sexualité des quatre jeunes femmes, qui viennent de faire un coming out et se déclarer ouvertement lesbiennes, est mise en exergue,,.

### Déroulement
Elizabeth Ramirez invite ses nièces dans son appartement. En 1994, elle est accusée avec ses amies d'avoir violé collectivement ses deux nièces. Les quatre jeunes femmes ne négocient pas une remise de peine en échange d'aveux, et persistent à déclarer qu'elles sont innocentes des crimes dont on les accuse.  
Le dossier judiciaire ne présente pas de pièces corroborant l'existence physique de lésions à la suite d'une agression des petites filles, mis à part un rapport d'un pédiatre qui est remis en cause par la suite. La seule base pour les accusations est constituée par le témoignage des deux petites filles, dont le père Javier Limon est connu pour avoir courtisé Elizabeth Ramirez, sa belle-sœur, qui aurait repoussé ses avances.   
L'homosexualité des quatre jeunes femmes est mise en avant durant le procès, et la couverture médiatique les dépeint comme des sorcières, qui auraient sacrifié des enfants. Elles sont toutes condamnées à de lourdes peines.   
Anna Vasquez refuse de rejoindre le programme Sex Offender destiné aux prédateurs sexuels. Elle perd de ce fait la possibilité d'une libération conditionnelle par la suite.   

## Postérité
En 2012, Deborah S. Esquenazi réalise un documentaire, Southwest of Salem: The Story of the San Antonio Four,, retraçant le procès que les quatre femmes ont entrepris pour contester leur condamnation. Lorsque le tournage débute en 2012, les quatre femmes sont en prison depuis dix ans,,. Elles sont relâchées entre 2012 et 2013 et déclarées innocentes après que la nièce de Ramirez a avoué avoir menti sous la pression exercée par son père, Limon Ramirez, qui aurait agi par dépit amoureux, ayant été éconduit par Elizabeth Ramirez. 